# Politique étrangère du régime de Vichy
 (juin 2021).
La mise en forme du texte ne suit pas les recommandations de Wikipédia : il faut le « wikifier ».
Les points d'amélioration suivants sont les cas les plus fréquents :
- Les titres sont pré-formatés par le logiciel. Ils ne sont ni en capitales, ni en gras.
- Le texte ne doit pas être écrit en capitales (les noms de famille non plus), ni en gras, ni en italique, ni en « petit »…
- Le gras n'est utilisé que pour surligner le titre de l'article dans l'introduction, une seule fois.
- L'italique est rarement utilisé : mots en langue étrangère, titres d'œuvres, noms de bateaux, etc.
- Les citations ne sont pas en italique mais en corps de texte normal. Elles sont entourées par des guillemets français : « et ».
- Les listes à puces sont à éviter, des paragraphes rédigés étant largement préférés. Les tableaux sont à réserver à la présentation de données structurées (résultats, etc.).
- Les appels de note de bas de page (petits chiffres en exposant, introduits par l'outil «  Source ») sont à placer entre la fin de phrase et le point final[comme ça].
- Les liens internes (vers d'autres articles de Wikipédia) sont à choisir avec parcimonie. Créez des liens vers des articles approfondissant le sujet. Les termes génériques sans rapport avec le sujet sont à éviter, ainsi que les répétitions de liens vers un même terme.
- Les liens externes sont à placer uniquement dans une section « Liens externes », à la fin de l'article. Ces liens sont à choisir avec parcimonie suivant les règles définies. Si un lien sert de source à l'article, son insertion dans le texte est à faire par les notes de bas de page.
- La présentation des références doit suivre les conventions bibliographiques. Il est recommandé d'utiliser les modèles {{Ouvrage}}, {{Chapitre}}, {{Article}}, {{Lien web}} et/ou {{Bibliographie}}. Le mode d'édition visuel peut mettre en forme automatiquement les références.
- Insérer une infobox (cadre d'informations à droite) n'est pas obligatoire pour parachever la mise en page.

Pour une aide détaillée, merci de consulter Aide:Wikification.
Si vous pensez que ces points ont été résolus, vous pouvez retirer ce bandeau et améliorer la mise en forme d'un autre article.
L'État français, plus connu sous le nom informel de régime de Vichy, instauré par le maréchal Philippe Pétain après la bataille de France de 1940, obtint à sa naissance la reconnaissance diplomatique de la part des Alliés, ainsi que de l'Union soviétique, jusqu'au 30 juin 1941 et au commencement de l'opération Barbarossa. Cependant, le régime de Vichy rompit ses relations diplomatiques avec le Royaume-Uni après la destruction de la flotte française à Mers-el-Kébir. Le Canada toutefois maintint des relations diplomatiques avec Vichy jusqu'à l'occupation du sud de la France par l'Allemagne et l'Italie en novembre 1942.

## Relations avec l'Axe
La France de Vichy n'a jamais rejoint l'Axe. Elle s'est cependant engagée dans une politique de collaboration active vis-à-vis de l'alliance, et plus précisément de l'Allemagne nazie.

### Allemagne
Le texte de l'armistice de juin 1940 comprenait de nombreuses dispositions, dont l'exécution était garantie par la présence de 2 millions de prisonniers de guerre français en Allemagne, utilisés en pratique comme des otages. Même si le régime de Vichy contrôlait théoriquement tout le territoire français, à l'exception de l'Alsace-Lorraine dont le statut restait vague, les Allemands contrôlaient en pratique plus de la moitié du pays, dont les côtes nord et ouest, le nord-est industriel et la région parisienne. Le gouvernement provisoire installé à Vichy contrôla le reste jusqu'en novembre 1942, date à laquelle l'Allemagne l'envahit. C'est à partir de cette date que le régime de Vichy est devenu, à proprement parler, un Etat fantoche de l'Allemagne. 
L'Allemagne espérait obtenir de la France des denrées alimentaires, du minerais et des produits industriels, ainsi que des volontaires pour travailler dans les usines allemandes. La collaboration économique prend des formes diverses : cessions de participations françaises à l'étranger, entrée d'investisseurs allemands au capital de sociétés françaises, transferts de propriété intellectuelle. Plus généralement, la collaboration économique aboutit à la mise à disposition de l'outil de production français au profit de l'Allemagne. De grandes entreprises françaises, telles que L'Oréal, Renault ou Gnome et Rhône, deviennent des sous-traitants de l'industrie de guerre allemande.
Le régime de Vichy gardait la pleine possession des colonies françaises - dans la mesure où il pouvait les défendre contre la France libre - ainsi que de sa flotte, dans la mesure où il pouvait la défendre contre les attaques navales britanniques. À Montoire-sur-le-Loir, le 22 octobre 1940, Pierre Laval rencontre Adolf Hitler pour organiser une rencontre le surlendemain entre lui et Philippe Pétain. La rencontre aboutit à une poignée de main médiatisée entre les deux hommes, mais leurs discussions restent entièrement générales et aucune décision n'est prise. Hitler aurait été impressionné par l'engagement pris par Pétain de défendre l'Empire français. De fausses rumeurs abondaient selon lesquelles la France avait fait d'importantes concessions concernant les colonies et le contrôle allemand des ports français et de la flotte française. 

### Italie
Les relations du régime de Vichy avec l'Italie étaient régies par l'armistice de Villa Incisa (25 juin 1940) et supervisées par la commission italienne d'armistice avec la France. Des délégations italiennes ont été envoyées dans les territoires contrôlés par Vichy en Algérie, à Djibouti, au Maroc, en Syrie et en Tunisie.
Si la collaboration entre le régime de Vichy et l'Allemagne a atteint un niveau avancé, il n'est pas possible d'en dire autant en ce qui concerne l'Italie. Du 10 juin 1940, date à laquelle l'Italie a déclaré la guerre à la France alors en déroute, à l'opération Anton, les relations entre les deux États ont été caractérisées par la défiance.

### Roumanie

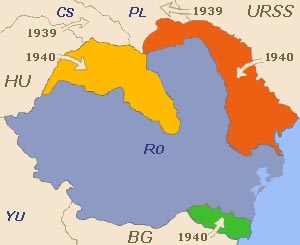
Territoires perdus par la Roumanie en 1940.

Les relations entre la Roumanie et le régime de Vichy sont au départ houleuses. La France était, jusqu'à juin 1940, la garante des frontières de la Roumanie, et son impuissance face à l'arbitrage de Vienne du 30 août 1940 ainsi qu'aux accords de Craiova du 6 septembre 1940 suscita le ressentiment à Bucarest. Le 12 septembre 1940, le gouvernement roumain, qui prend une orientation germanophile, rétrograde son ambassade en France au rang de légation. Des mesures répressives sont adoptées des deux côtés à l'automne 1940, visant respectivement la colonie roumaine en France et la colonie française en Roumanie. 

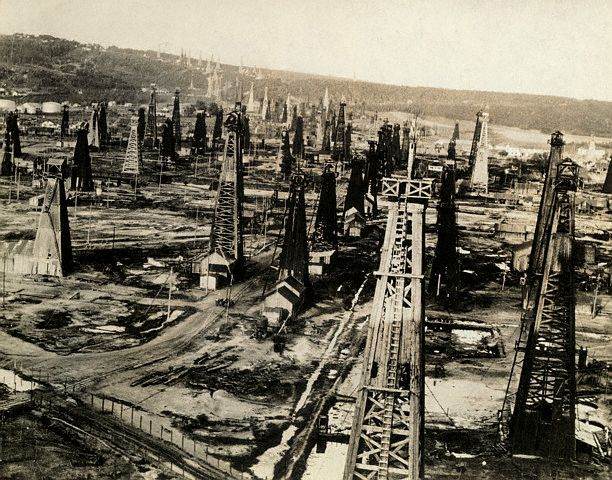
Champ pétrolifère à Moreni, 1920.

En septembre 1941, alors que l'opération Barbarossa a débuté et que Vichy s'est engagé plus fermement dans la croisade contre le bolchévisme, les relations entre les deux États se détendent. Un accord économique, comprenant l'échange d'armes françaises contre le pétrole roumain, est négocié. Alors que la victoire de l'Allemagne à l'Est semble possible, le vice-président du Conseil des ministres et ministre des Affaires étrangères roumain, Mihai Antonescu, soutient, à l’été 1941, la constitution d'un bloc latin au sein de la nouvelle Europe, bloc qui doit comprendre la France, l'Italie, l'Espagne ainsi que le Portugal.
La coopération culturelle entre la Roumanie et la France est alors dense. Eugène Ionesco, alors diplomate accrédité auprès du gouvernement français, fait parvenir à Bucarest ses analyses sur la Révolution nationale et traduit en français des œuvres de la littérature roumaine. 
En mars 1943, un nouvel accord commercial est signé entre les deux gouvernements, tandis que la Roumanie apporte une aide alimentaire à la France. 

## Relations avec les Alliés

### Australie
L'Australie a maintenu, jusqu'à la fin de la guerre, des relations diplomatiques complètes avec le régime de Vichy. Elle a également établi des relations diplomatiques complètes avec la France libre.

### Canada
Le Canada a maintenu des relations diplomatiques complètes avec le régime de Vichy jusqu'à l'invasion allemande au début de novembre 1942.

### Chine
Le régime de Vichy a continué d'entretenir des relations avec le gouvernement de la République de Chine, alors dirigé par Tchang Kaï-chek, exilé à Chongqing dans l'intérieur de la Chine après la chute de Nankin en 1937. Les diplomates français, dans tout le pays, étaient accrédités auprès de son gouvernement à Chongqing. Le régime de Vichy a résisté aux pressions japonaises pour reconnaître le Gouvernement national réorganisé de la République de Chine, État fantoche établi par Wang Jingwei en 1940 à Nankin.

### Royaume-Uni
L'une des conditions de l'armistice du 22 juin 1940 était que la France conserve sa flotte, la Marine nationale. Le gouvernement Pétain s'était alors engagé à ce que la flotte ne tombe jamais aux mains des Allemands, mais il a refusé de l'envoyer hors de portée de l'Allemagne, que ce soit au Royaume-Uni ou dans les territoires lointains de l'Empire français, à l'image des Antilles. Cette situation n'offrait pas de garanties suffisantes pour Winston Churchill, qui craignait que la flotte française ne se retrouve entre les mains des Allemands et soit utilisée contre des navires britanniques, essentiels au maintien de la navigation et des communications dans le monde.
Par conséquent, les navires français mouillant dans les ports britanniques furent saisis par la Royal Navy. Le vice-amiral Somerville, avec la Force H sous ses ordres, fut chargé de s'occuper de la grande escadre du port de Mers El Kébir, près d'Oran, en juillet 1940. Après des négociations infructueuses, la Force H a ouvert le feu sur les navires français, tuant 1 297 militaires français, dont près de 1 000 marins lors de l'explosion du Bretagne. L'escadre française d'Alexandrie, commandée par l'amiral René-Emile Godfroy, fut internée jusqu'en 1943, date de la conclusion d'un accord avec l'amiral Andrew Browne Cunningham, commandant de la flotte méditerranéenne.
Moins de deux semaines après l'armistice, la Grande-Bretagne avait tiré sur les forces de son ancien allié. L'opinion publique française en fut profondément choquée, et en nourrit un profond ressentiment envers la Grande-Bretagne. Vichy rompit ses relations diplomatiques avec le Royaume-Uni le 8 juillet.

### États-Unis
Les États-Unis accordèrent à Vichy une pleine reconnaissance diplomatique, envoyant l'amiral William D. Leahy en France comme ambassadeur. Le président Franklin Roosevelt et le secrétaire d'État Cordell Hull espéraient utiliser l'influence américaine pour soutenir les membres du gouvernement de Vichy opposés à la collaboration militaire avec l'Allemagne. Les Américains espéraient également encourager le régime de Vichy à résister aux demandes de guerre allemandes, qu'elles concernent la flotte, les bases aériennes françaises au Levant, ou l'acheminement de fournitures à travers les territoires français en Afrique du Nord. Les États-Unis considéraient que la France ne devrait prendre aucune mesure qui n'était pas explicitement requise par les termes de l'armistice et aurait pu nuire à l'effort de guerre allié. Les Américains mirent fin à leurs relations diplomatiques avec le régime de Vichy lorsque l'Allemagne envahit la zone libre à la fin de 1942.
La position américaine vis-à-vis de Vichy et du général de Gaulle était particulièrement hésitante et incohérente. Roosevelt n'aimait pas Charles de Gaulle et partageait l'opinion de l'ambassadeur Leahy, selon lequel il était un « apprenti dictateur ».
Se préparant à un débarquement en Afrique du Nord à la fin de 1942, les États-Unis cherchèrent au sein de l'armée française des hauts gradés susceptibles de leur apporter leur soutien. Ils se tournèrent vers Henri Giraud, peu avant le débarquement du 8 novembre 1942. Finalement, lorsque François Darlan se rallia à la France libre, ils l'utilisèrent contre de Gaulle. Le général américain Mark W. Clark, du commandement allié combiné, signa un accord avec l'amiral Darlan le 22 novembre 1942, dans lequel les Alliés reconnurent ce dernier comme haut-commissaire pour l'Afrique du Nord et de l'Ouest. Darlan fut assassiné le 24 décembre 1942, et Washington se tourna à nouveau vers Giraud, qui fut nommé haut-commissaire de l'Afrique du Nord et de l'Ouest française. Le Britannique Harold Macmillan réunit alors de Gaulle et Giraud pour servir de coprésidents du Comité français de libération nationale. Là où de Gaulle s'était construit une base politique solide, Giraud n'y parvint pas et perdit tout pouvoir.

### Union soviétique
De la mi-1940 jusqu'à la mi-1941, l'Union soviétique a maintenu des relations diplomatiques avec le régime de Vichy. En mars 1940, l'ambassadeur soviétique en France, Yakov Surits, fut déclaré persona non grata dans son pays d'accueil. Par la suite, le chargé d'affaires soviétique à Vichy, Alexandre Bogomolov, maintint tout de même des contacts avec le régime de Vichy. En mars 1941, Bogomolov fut promu ambassadeur soviétique en France. L'ambassadeur de Vichy en Union soviétique, Gaston Bergery, n'est arrivé à Moscou que fin avril 1941. En juillet 1941, l'Union soviétique rompit ses relations diplomatiques avec la France de Vichy. Elle établit des relations officieuses avec la France libre en août 1941.

## Relations avec les États neutres

### Espagne

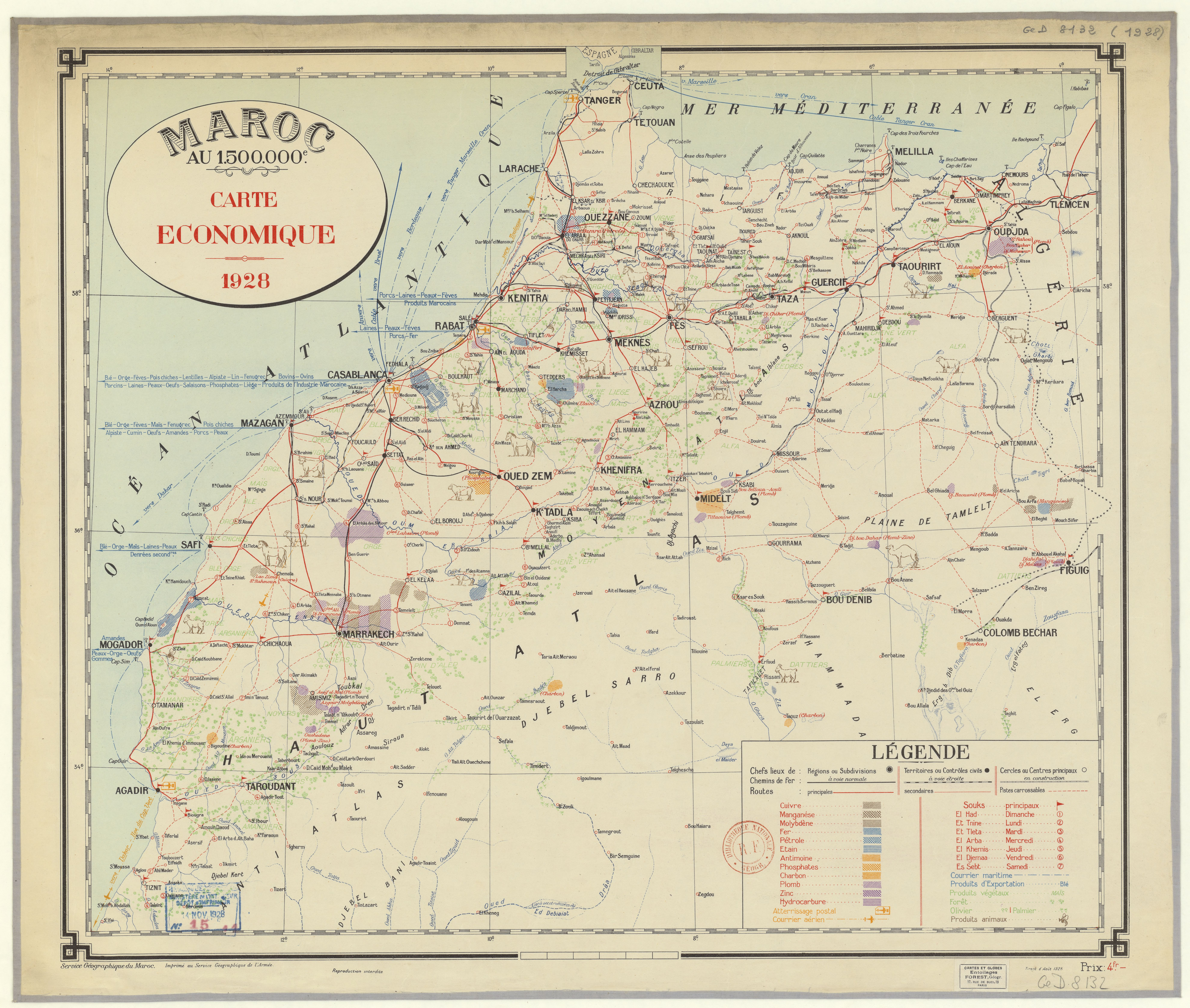
Carte économique du Maroc français en 1928.

Le régime de Vichy entretint avec l'Espagne franquiste des relations ambivalentes. Philippe Pétain comme Francisco Franco partageaient la même idéologie traditionaliste, corporatiste, cléricale et anticommuniste. Les deux hommes avaient par ailleurs exercé des fonctions de commandement à l'occasion de la guerre du Rif, entre 1921 et 1926, et Philippe Pétain avait été, du temps de la Troisième République, ambassadeur de France à Madrid. En juin 1941, à Madrid, afin de sceller l'amitié franco-espagnole, les deux États procédèrent à un échange : Vichy offrit à l'Espagne L'Immaculée conception de Murillo, la Dame d'Elche ainsi qu'une couronne wisigothique. En retour, l'Espagne offrit au régime de Vichy un tableau de Vélasquez, un portrait du Greco ainsi qu'une tapisserie d'après Goya. L'échange fut célébré comme un succès diplomatique par la presse française. Cependant, une fois la guerre terminée, les conservateurs français militèrent pour que l'accord soit dénoncé, estimant l'échange déséquilibré au vu de la plus grande valeur des œuvres cédées par la France.

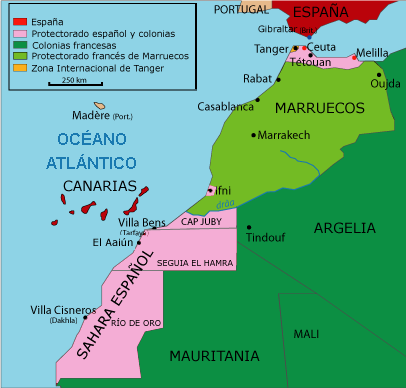
Possessions espagnoles au Maroc.

Le régime de Vichy s'efforça de maintenir avec Madrid des relations cordiales, afin d'éviter que l'Allemagne, pour faire passer l'Espagne franquiste dans le giron de l'Axe, ne démantèle l'empire colonial français à son profit. En effet, l'Espagne affirma, tout au long de la Seconde Guerre mondiale, des prétentions sur les colonies françaises en Afrique du Nord. Le 16 juin 1940, par l'intermédiaire du général Vigon, Franco demanda à l'Allemagne la cession de tout le Maroc français. Le 25 juin, il fit transmettre au gouvernement français des revendications officielles, plus modérées, visant à obtenir la révision de la frontière intrazonale du Maroc. Le régime de Vichy parvint à temporiser. En revanche, il apporta des concessions importantes à l'Espagne en intensifiant la répression policière sur les réfugiés communistes de la guerre civile espagnole. 

### Mexique
Le 8 août 1940, le Mexique conclut avec la France de Vichy un accord relatif à la protection des réfugiés espagnols en territoire français et à leur émigration transatlantique. À partir de 1941, le Mexique aligne son attitude vis-à-vis de Vichy sur celle des États-Unis. Le Mexique accueillant de nombreux réseaux gaullistes, le régime de Vichy essaie d'obtenir, en vain, l'expulsion de Jacques Soustelle et de Gilbert Médioni.
À partir de 1942, les relations entre le Mexique et Vichy se détériorent. Le 13 mai, le général espagnol Riquelme, travaillant officiellement pour la légation du Mexique à Vichy, est arrêté alors que le ministre mexicain est absent. Ce dernier est donc rappelé le 25 juin 1942. Il n'est pas remplacé en raison du refus des autorités françaises d’agréer son successeur. En effet, le régime de Vichy, engagé plus fermement dans la collaboration et la répression des communistes, ne souhaite plus maintenir l’accord du 8 août 1940. Par ailleurs, le 21 août 1942, le pétrolier français Mérope est réquisitionné par les autorités mexicaines, au beau milieu d'une négociation pour son rachat. Avec l'opération Torch et le débarquement américain en Afrique du Nord, les États-Unis et Vichy rompent leurs relations diplomatiques. Le Mexique fait de même.

### Portugal

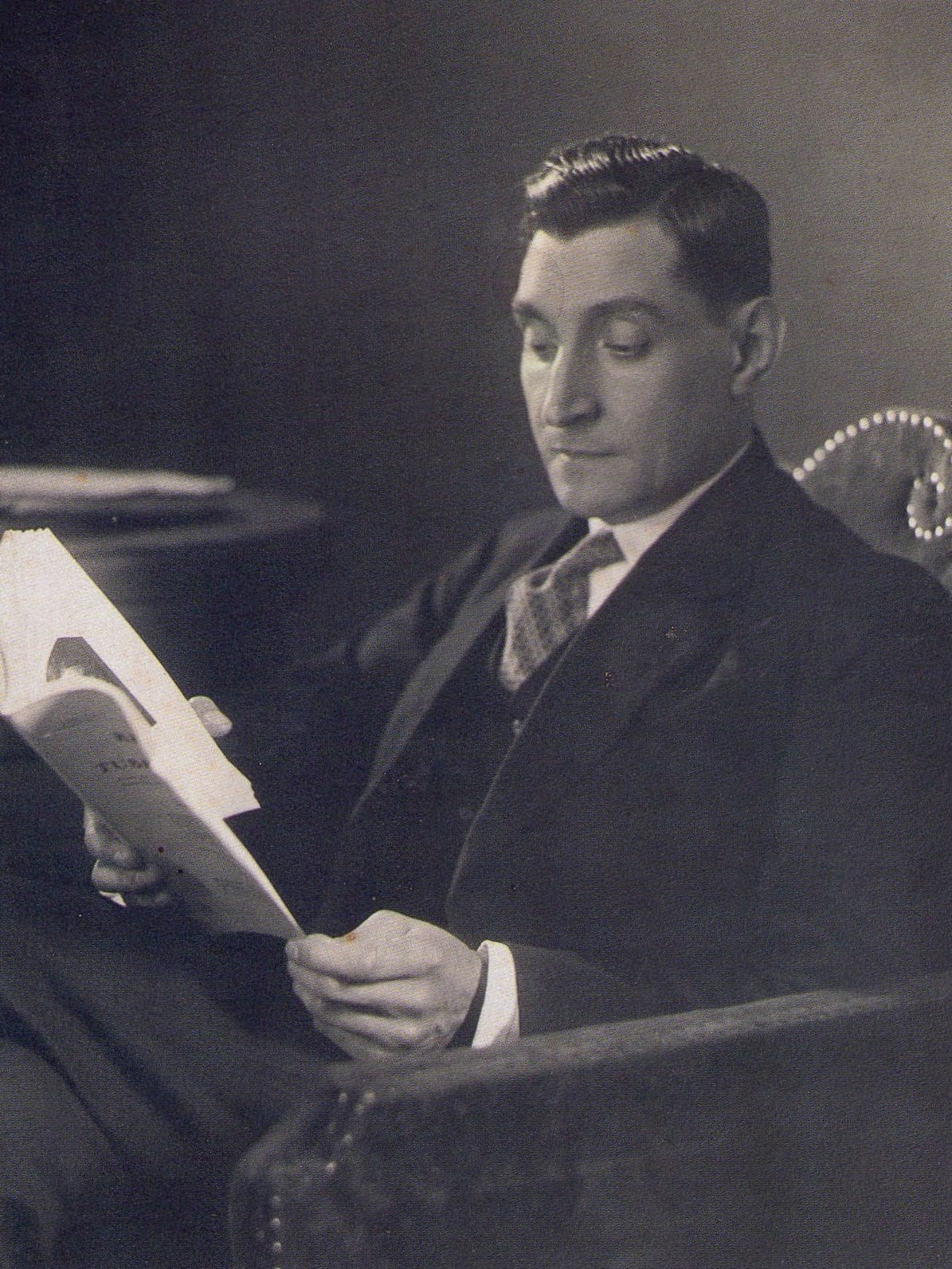
António de Oliveira Salazar.

En 1940, António de Oliveira Salazar apparaît, aux yeux des responsables vichystes, comme un modèle de dictature modérée. De nombreuses similitudes existent entre l'Estado novo portugais d'une part, et l'État français de l'autre. À Lisbonne, l'heure est alors au francesismo. Jusqu'en 1945, le Portugal ne reconnaîtra que le régime de Vichy, au grand dam des gaullistes. En plus de l'affection réciproque qu'avaient Pétain et Salazar l'un pour l'autre, Vichy paraissait, aux yeux du Portugal, comme un véritable rempart face au communisme. 
Dans le nouvel ordre européen que l'Allemagne appelait de ses vœux, Salazar estimait que les pays latins pourraient jouer un rôle à part entière, en unissant leurs forces. Cette politique inspirée du panlatinisme n'aboutit pas, en raison de la méfiance de l'Allemagne nazie vis-à-vis de l'État français, et de l'amateurisme de la diplomatie vichyste.

### Saint-Siège
Le régime de Vichy étant fermement clérical, il chercha à utiliser le Saint-Siège pour renforcer sa légitimité auprès de la population française. Ces efforts demeurèrent infructueux dans l'ensemble, la diplomatie vaticane se refusant à apporter son soutien à un régime ouvertement antisémite et collaborant activement avec l'Allemagne nazie.

## Forces françaises libres et menace de guerre civile
Pour affronter le régime de Vichy, le général Charles de Gaulle créa les Forces françaises libres (FFL) après son appel radiophonique du 18 juin 1940. Initialement, Winston Churchill était ambivalent à propos de de Gaulle, et il n'a abandonné ses relations avec Vichy que lorsqu'il est devenu clair que le régime ne combattrait pas les Allemands. Malgré cela, le siège de la France libre à Londres était déchiré par les divisions internes et les jalousies.
La participation des Forces françaises libres à la campagne de Syrie de 1941 nourrit une controverse dans les cercles alliés. Cela a soulevé la perspective de Français tirant sur des Français, et les craintes d'une véritable guerre civile. De plus, les Alliés pensaient que les Français libres suscitaient une véritable haine au sein des cercles militaires de Vichy, et que les forces de Vichy en Syrie étaient moins susceptibles de résister aux Britanniques si ces derniers n'étaient pas accompagnés d'éléments des Français libres. Néanmoins, de Gaulle parvint à convaincre Churchill d'autoriser ses forces à participer. Il fut contraint d'accepter une proclamation conjointe franco-britannique promettant que la Syrie et le Liban accéderaient à la pleine indépendance à la fin de la guerre.

## Les colonies du régime de Vichy
Si quelques colonies françaises sont passées à la France libre dès l'armistice, beaucoup sont restées fidèles à la France de Vichy. Avec le temps, la plupart des colonies a basculé pacifiquement du côté des Alliés, au fil du temps et à force de persuasion. Mais cela a pris du temps. La Guadeloupe, la Martinique, ainsi que la Guyane française ne rejoignirent la France libre qu'en 1943. D'autres colonies françaises changèrent de camp plus vigoureusement.

### Conflits avec les Britanniques à Dakar, en Syrie et à Madagascar
Le 23 septembre 1940, les Britanniques lancèrent la bataille de Dakar, également connue sous le nom d'opération Menace, dans le cadre de la campagne d'Afrique de l'Ouest. L'opération Menace visait à capturer le port stratégique de Dakar en Afrique occidentale française, qui était sous le contrôle de Vichy. Le plan prévoyait l'installation des Forces françaises libres, sous le commandement du général Charles de Gaulle, à Dakar. Les alliés furent surpris par la détermination qu'eut la garnison de Vichy à défendre la colonie, s'étant attendus à ce qu'ils changent de camp sans opposition. Le 25 septembre, la bataille était terminée, le plan échouait et Dakar restait sous le contrôle de Vichy. Lors de la bataille de Dakar, Vichy avait lancé des bombardements de représailles sur Gibraltar, causant des dégâts assez mineurs mais tuant plusieurs civils. Des avions de Vichy avaient déjà bombardé Gibraltar le 18 juillet en représailles à l'attaque de Mers-el-Kébir. L'échec à Dakar fragilisa la position de de Gaulle auprès des Britanniques. Hitler fut agréablement surpris par la détermination de Vichy et accepta d'augmenter la limite de l' armée d'armistice de Vichy. Les Français libres jetèrent alors leur dévolu sur l'Afrique équatoriale française qui, à l'exception du Gabon, changea de camp sans heurts. La résistance de l'administration du Congo français mena à la campagne du Gabon entre les forces libres et Vichy, qui se conclut sur une victoire de la France libre.
En juin 1941, le conflit entre le Royaume-Uni et la France de Vichy repris de plus belle après qu'une révolte en Irak a été réprimée par les forces britanniques. Des avions de la Luftwaffe et de la Regia Aeronautica, faisant étape à travers le mandat français de Syrie, sont intervenus dans les combats en petit nombre. La Syrie française devint alors une menace pour les intérêts britanniques au Moyen-Orient . Par conséquent, le 8 juin, les forces britanniques et du Commonwealth envahirent la Syrie et le Liban. La capitale syrienne, Damas, fut prise le 17 juin et la campagne de cinq semaines se termina par la chute de Beyrouth et l'armistice de Saint Jean d'Acre le 14 juillet 1941. 5 668 soldats français de Vichy firent défection au profit des Français libres et l'accord d'armistice conduisit au rapatriement de 37 563 militaires et civils en France. Cela a quelque peu déçu de Gaulle, qui s'attendait à davantage de défections. 
Du 5 mai au 6 novembre 1942, une autre opération majeure des forces britanniques contre le territoire français de Vichy fut lancée, à l'occasion de la bataille de Madagascar . Les Britanniques craignaient que la Marine impériale japonaise puisse utiliser Madagascar comme base et ainsi paralyser le commerce et les communications britanniques dans l' océan Indien. En conséquence, Madagascar fut envahie par les forces britanniques et du Commonwealth. L'île tomba rapidement et l'opération se termina par la victoire des Britanniques. Mais l'opération est souvent considérée comme un détournement inutile des ressources navales britanniques loin de théâtres d'opérations plus vitaux. Il a été convenu que les Français libres seraient explicitement exclus de l'opération, en raison des tensions qui avaient surgi du fait de la présence des forces françaises en Syrie.

### Indochine française
En juin 1940, la chute de la France rend l'emprise française sur l'Indochine plus incertaine. L'administration coloniale isolée était coupée de l'aide extérieure et de ses liens avec la métropole. Après l'invasion japonaise en septembre 1940, les Français furent contraints de permettre aux Japonais d'installer des bases militaires. Leur soumission à l'envahisseur a convaincu le régime du major-général Plaek Pibulsonggram, le Premier ministre du royaume de Thaïlande, que la France de Vichy ne résisterait pas sérieusement à un affrontement avec la Thaïlande. En octobre 1940, les forces militaires thaïlandaises déclenchèrent des escarmouches frontalières à travers la frontière avec l'Indochine, qui dégénérèrent en guerre franco-thaïlandaise. Le conflit fut réglé par la médiation japonaise le 9 mai 1941, l'Indochine française perdant des territoires au profit de la Thaïlande.
En mars 1945, après la libération de la France continentale, la situation étant de plus en plus sombre pour les Japonais, ils organisèrent un coup d'État en Indochine française et la démantelèrent, créant des États fantoches de ses parties constitutives.

### Côte française des Somalis
Au début de la campagne d'Afrique de l'Est en 1940, des escarmouches frontalières eurent lieu entre les forces de la Somalie française et les forces de l'Afrique orientale italienne . Après la chute de la France en 1940, Djibouti demeura fidèle à la France de Vichy. La colonie resta en dehors du conflit. Cela dura jusqu'en décembre 1942. À cette époque, les Italiens avaient été vaincus et la colonie française avait depuis lors été isolée par un blocus britannique. La France libre et les alliées reprirent Djibouti, la capitale de la colonie, à la fin de 1942.

### Afrique du Nord française
L'invasion alliée de l'Afrique du Nord française, du Maroc, de l'Algérie et de la Tunisie, débute le 8 novembre 1942 avec des débarquements au Maroc et en Algérie. L'invasion, connue sous le nom d'opération Torch, a été lancée après que l' Union soviétique a pressé les États-Unis et la Grande-Bretagne de lancer des opérations en Europe et d'ouvrir un deuxième front pour aider à réduire la pression des forces allemandes sur les troupes russes. Alors que les commandants américains favorisaient le débarquement en Europe occupée dès que possible (opération Sledgehammer), les commandants britanniques pensaient qu'un tel mouvement se terminerait par un désastre. Une attaque contre l'Afrique du Nord française fut donc proposée à la place. Cela éliminerait les puissances de l'Axe d'Afrique du Nord, améliorerait le contrôle naval de la mer Méditerranée et préparerait une invasion de l'Europe du Sud en 1943. Le président américain Franklin Delano Roosevelt soupçonnait que l'opération en Afrique du Nord exclurait une invasion de l'Europe en 1943, mais accepta de soutenir le Premier ministre britannique Winston Churchill .